# MNIST (база даних)

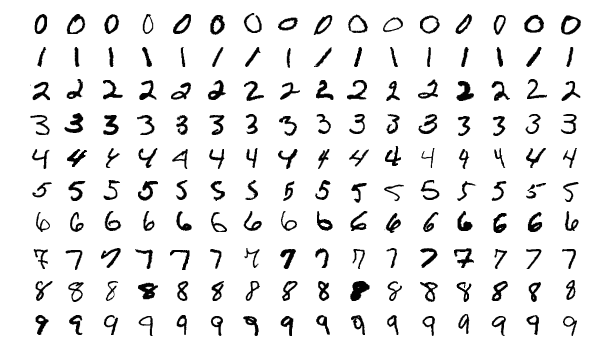
Приклади зображень в базі

База даних MNIST (скорочення від Modified National Institute of Standards and Technology) — об'ємна база даних зразків рукописного написання цифр. Є стандартом, запропонованим Національним інститутом стандартів і технологій США з метою калібрування і зіставлення методів розпізнавання зображень за допомогою машинного навчання, в першу чергу на основі штучних нейронних мереж. База даних містить 60000 зображень для навчання і 10000 зображень для тестування.
Дані складаються з заздалегідь підготовлених прикладів зображень, отриманих з рукописних документів шляхом обробки чорно-білих зразків символів NIST розміром {\displaystyle 20\times 20} пікселів. Творці бази даних NIST, в свою чергу, використовували набір зразків з Бюро перепису населення США, до якого були додані ще тестові зразки, написані студентами американських університетів. Зразки з набору з NIST були нормалізовані, пройшли згладжування та приведення до напівтонового зображенню розміром {\displaystyle 28\times 28} пікселів.
Рекордні результати машинного розпізнавання на базі MNIST були досягнуті на згорткових нейронних мережах, рівень помилки був доведений до 0,23 %.

## Результати обробки для різних систем
У таблиці наведені приклади результатів машинного навчання в різних системах класифікації зображень.
| Тип                             | Структура                                                            | Спотворення       | Попередня обробка             | Помилка (%) |
| ------------------------------- | -------------------------------------------------------------------- | ----------------- | ----------------------------- | ----------- |
| Лінійний класифікатор           | Однорівневий перцептрон                                              | Ні                | Ні                            | 12.0        |
| Лінійний класифікатор           | Попарний лінійний класифікатор                                       | Ні                | Вирівнювання                  | 7.6         |
| Метод найближчих k-сусідів      | К-ПН з нелінійною деформацією (P2DHMDM)                              | Ні                | Shiftable edges               | 0.52        |
| Метод градієнтного підсилювання | Обробка залишків на основі гаароподібних ознак                       | Ні                | Гаароподібна ознака           | 0.87        |
| Нелінійний класифікатор         | 40 PCA + квадратичний класифікатор                                   | Ні                | Ні                            | 3.3         |
| Метод опорних векторів          | Віртуальна система опорних векторів, град-9 поли, 2-пікселя jittered | Ні                | Вирівнювання                  | 0.56        |
| Нейронна мережа                 | 2-рівнева мережа 784-800-10                                          | Ні                | Ні                            | 1.6         |
| Нейронна мережа                 | 2-рівнева мережа 784-800-10                                          | Пружні деформації | Ні                            | 0.7         |
| Глибока нейронна мережа         | 6-рівнева мережа 784-2500-2000-1500-1000-500-10                      | Пружні деформації | Ні                            | 0.35        |
| Згорткова нейронна мережа       | 6-рівнева мережа 784-40-80-500-1000-2000-10                          | Ні                | Розширення даних для навчання | 0.31        |
| Згорткова нейронна мережа       | 6-рівнева мережа 784-50-100-500-1000-10-10                           | Ні                | Розширення даних для навчання | 0.27        |
| Згорткова нейронна мережа       | Ансамбль з 35 CNN-мереж, 1-20-С-40-С-150-10                          | Пружні деформації | З нормалізацією               | 0.23        |
| Згорткова нейронна мережа       | Ансамбль з 5 CNN-мереж, 6-784-50-100-500-1000-10-10                  | Ні                | Розширення даних для навчання | 0.21        |